# U-876
U-876 — большая океанская немецкая подводная лодка типа IXD2 времён Второй мировой войны. Заказ на постройку субмарины был отдан 25 августа 1941 года. Лодка была заложена 5 июня 1943 года на верфи компании АГ Везер в Бремене под строительным номером 1084, спущена на воду 29 февраля 1944 года, вошла в строй 24 мая 1944 года под командованием капитан-лейтенанта Рольфа Бана.

## Флотилии
- 24 мая 1944 года — 3 мая 1945 года 4-я флотилия (учебная)

## Боевая служба
Лодка не совершала боевых походов. 9 апреля 1945 года была повреждена в результате британской бомбардировки. 3 мая 1945 года затоплена в Эккернфёрде, позже поднята, и в 1947 году разделана на металл.